# Tesoro Nacional de Japón
| Salón Dorado del Este de Kofukuji. | Kannon de once caras (ekadaza mukha). | Paloma en una rama de melocotonero, por el Emperador Huizong de la Dinastía Song del norte Song. |

| Gong de pie para ritos budistas (kagenkei). | Vasija tipo Kaen encontrada en Sasayama. | Karamon (puerta china), Haiden (sala de oración), y Honden (salón principal) de Toshogu. |

El Tesoro Nacional (国宝 kokuhō?) son los Bienes Culturales Materiales más preciados de Japón, determinados y designados por la Agencia de Asuntos Culturales (subsidiaria del Ministerio de Educación, Cultura, Deportes, Ciencia y Tecnología). Un bien material cultural puede serlo por estar considerado de valor histórico o artístico, clasificados como «edificios y estructuras», o como «bellas artes y artesanía». Cada elemento del Tesoro Nacional debe mostrar una mano de obra excepcional, un gran valor para el mundo de la historia cultural, o un valor excepcional para los estudiosos.
Aproximadamente el 20 % del Tesoro Nacional son estructuras tales como castillos, templos budistas, santuarios sintoístas o residencias. El otro 80 % del Tesoro Nacional consiste en: pinturas; pergaminos; sutras; obras de caligrafía; esculturas en madera, bronce, laca o piedra; artesanía, tales como cerámica y tallas lacadas, trabajos de metalurgia, espadas y textiles; y objetos históricos y arqueológicos. Los elementos abarcan desde la antigüedad hasta la Edad Moderna japonesa, antes de la Era Meiji, incluyendo piezas de cerámica de las más antiguas del mundo, del período Jōmon, a los documentos y escritos del siglo XIX. La designación del Palacio de Akasaka en 2009 añadió un Tesoro Nacional del siglo XX.
Japón cuenta con una amplia legislación para la protección, preservación y clasificación de su patrimonio cultural. El respeto hacia las propiedades físicas e intangibles, y la protección de los bienes culturales, es típico de la preservación japonesa y de las prácticas de restauración de las mismas. Los métodos de protección utilizados del Tesoro Nacional incluyen restricciones a la modificación, transferencia y exportación, y apoyo financiero en forma de subvenciones y bonificaciones fiscales. La Agencia de Asuntos Culturales ofrece a los propietarios asesoramiento para la restauración, administración y exhibición pública de las propiedades. Estos esfuerzos se complementan con leyes que protegen el entorno de las estructuras designadas y las técnicas necesarias para las obras de restauración.

## El tesoro nacional en cifras
Solo por citar algunas cifras importantes, aproximadamente el 20 % del Tesoro Nacional Japonés está formado por edificios y estructuras. Entre ellos destacamos castillos, templos budistas, santuarios sintoistas, residencias, etc. Por otro lado, el 80 % del mismo lo componen artesanías y piezas artísticas de gran valor. Entre ellas se incluyen: pergaminos, pinturas, lacados, cerámicas, piezas metálicas, textiles, etc. Estos últimos abarcan sobre todo desde el siglo XV al XIX.

## Historia

### Antecedentes y primeros esfuerzos de protección
Los bienes culturales japoneses se encontraban originalmente en propiedad de los templos budistas, santuarios sintoístas y familias aristocráticas o samuráis. Sin embargo, el Japón feudal terminó abruptamente en 1867/68, cuando el Shogunato Tokugawa fue sustituido por la Restauración Meiji. Durante los siguientes haibutsu kishaku (literalmente «abolir el Budismo y destruir a Buda Gautama»), provocada por la política oficial de separación del sintoísmo y el budismo y los movimientos antibudistas propugnando el retorno al Sintoísmo, los edificios y obras de arte budistas fueron destruidos. En 1871 el gobierno confiscó las tierras de los templos, considerados símbolo de la elite gobernante. Propiedades pertenecientes a los señores feudales fueron expropiadas, castillos históricos y residencias destruidas, y se ha estimado que fueron cerrados 18 000 templos. Durante el mismo período el patrimonio cultural japonés se vio afectado por el auge de la industrialización y la occidentalización. Instituciones budistas y sintoístas se empobrecieron, los templos se deterioraron y objetos de valor fueron exportados fuera del país.

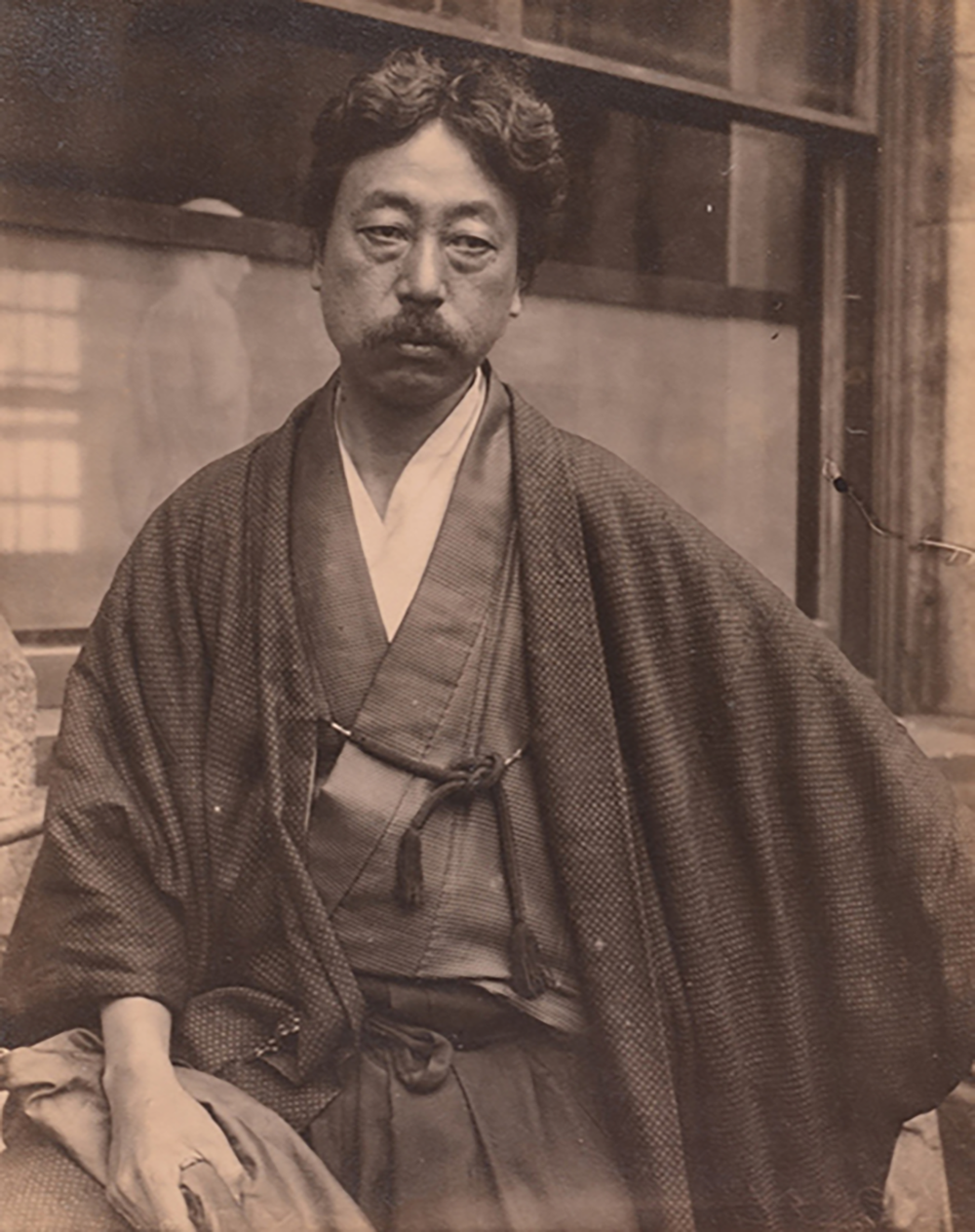
Okakura Kakuzō.

En 1871 el Daijō-kan emitió un decreto para proteger las antigüedades japonesas, llamado Plan para la Preservación de objetos antiguos  (古器旧物保存方 koki kyūbutsu hozonkata?), basado en las recomendaciones de las universidades. El decreto ordenaba a las prefecturas, los templos y santuarios recopilar listas de importantes edificios y objetos de arte. Sin embargo, estos esfuerzos resultaron ineficaces frente a la occidentalización radical. En 1880 el gobierno asignó fondos para la preservación de santuarios y templos antiguos. Ya por 1894, 539 santuarios y templos habían recibido subvenciones financiadas por el gobierno para llevar a cabo reparaciones y su reconstrucción. La pagoda de cinco pisos de Daigo-ji, el kon-dō, salón principal, de Tōshōdai-ji y el hon-dō de Kiyomizudera son muestras de edificios que estuvieron en restauración durante este periodo. Un censo, realizado por Okakura Kakuzō y Ernest Fenollosa entre 1888 y 1897, fue desarrollado para evaluar y catalogar 210 000 objetos de mérito artístico o histórico. El final del siglo XIX fue un período de cambio político en Japón así como de los valores culturales, se pasó de la adopción entusiasta de las ideas occidentales, a un interés recién descubierto por la tradición japonesa. La historia de la arquitectura japonesa comenzó a aparecer en los planes de estudio, y los primeros libros sobre historia de la arquitectura fueron publicados, estimulados por el reciente inventario de edificios y obras de arte.

### Ley de Preservación de Templos Antiguos y Santuarios
El 5 de junio de 1897 fue promulgada la Ley de Preservación de Templos Antiguos y Santuarios (古社寺保存法 koshaji hozonhō?) (Ley número 49), la primera ley sistemática para la preservación del arte y arquitectura tradicionales japonesas. Redactada bajo la dirección del historiador de la arquitectura y arquitecto Itō Chuta, la ley, de 20 artículos, estableció la financiación gubernamental para la conservación de los edificios y la restauración de las obras de arte. La ley aplicaba a la arquitectura, y piezas de arte relacionadas con una estructura arquitectónica, con la obligatoriedad de que se estableciese una singularidad histórica y una calidad excepcional (art. 2). Las solicitudes de apoyo financiero se hicieron al Ministerio del Interior (art. 1), y la responsabilidad para la restauración o conservación estaba en manos de funcionarios locales (art. 3). Las obras de restauración estuvieron financiadas directamente de las arcas nacionales (art. 8).

El primero de los pergaminos de Animales y Humanos retozando, propiedad de Kōzan-ji.

Una segunda ley fue aprobada el 15 de diciembre de 1897, que proporcionó disposiciones complementarias para designar las obras de arte en posesión de los templos o santuarios como «Tesoro Nacional» (国宝 kokuhō?), y permitió a la arquitectura religiosa ser designada como «edificios de especial protección» (特別保護建造物 tokubetsu hogo kenzōbutsu?). Aunque los criterios principales fueron «superioridad artística», «valor por la relevancia histórica y la riqueza de la asociación histórica», la edad de la pieza fue un factor adicional. Las obras de arte podían ser designadas en cualquiera de las siguientes categorías: pintura, escultura, caligrafía, libros y artesanía; las espadas fueron añadidas posteriormente. La protección de la ley se limitaba a elementos en las instituciones religiosas, mientras que los artículos en manos privadas seguían sin estar protegidos. La subvención para la restauración de obras de arte y estructuras se incrementó de 20 000 yenes a 150 000 yenes, y se fijaron las multas por la destrucción de bienes culturales. Los propietarios estaban obligados a registrar los objetos designados en los museos de nueva creación, a los que se concedía el derecho de tanteo en caso de venta. Inicialmente, 44 templos y santuarios, y 155 reliquias fueron designados bajo la nueva ley, incluido el kon-dō de Hōryū-ji.
Las leyes de 1897 son la base para la ley de preservación de hoy. Cuando se promulgaron, solo Reino Unido, Francia, Grecia y otros cuatro países europeos contaban con una legislación similar. Como resultado de las nuevas leyes, el Daibutsuden de Tōdai-ji se restauró a partir de 1906 y finalizó en 1913. En 1914 la administración de los bienes culturales fue transferida del Ministro de Educación, Cultura, Deporte, Ciencia y Tecnología.

### Extensión de la protección
A principios del siglo XX, la modernización transformó el paisaje japonés y planteó una amenaza a los monumentos históricos y naturales. Las sociedades de los hombres prominentes, tales como la «Sociedad para el Estudio de los Sitios Antiguos Imperiales» o la «Sociedad para la Investigación y Preservación de los Sitios Históricos y de los Árboles Antiguos» presionaron y lograron una resolución en la Cámara de los Pares para la toma de medidas de conservación. Eventualmente, estos esfuerzos dieron como resultado los Sitios Históricos, Lugares de Belleza Escénica, y la Ley de Preservación de los Monumentos Naturales (史蹟名勝天然紀念物保存法 shiseki meishō enrenkinenbutsu hozonhō?) en 1919, protegiendo y catalogando estas propiedades de la misma forma que lo habían sido templos, santuarios y obras de arte.
En 1929 cerca de 1100 propiedades habían sido designadas en virtud de la antigua «Ley de preservación de santuarios y templos» de 1897. La mayoría fueron edificios religiosos que databan entre los siglos VII y XVII. Aproximadamente 500 edificios se restauraron ampliamente, con un 90 % de la financiación aportada por el presupuesto nacional. Las restauraciones durante el Período Meiji, a menudo, emplearon materiales y técnicas modernos.

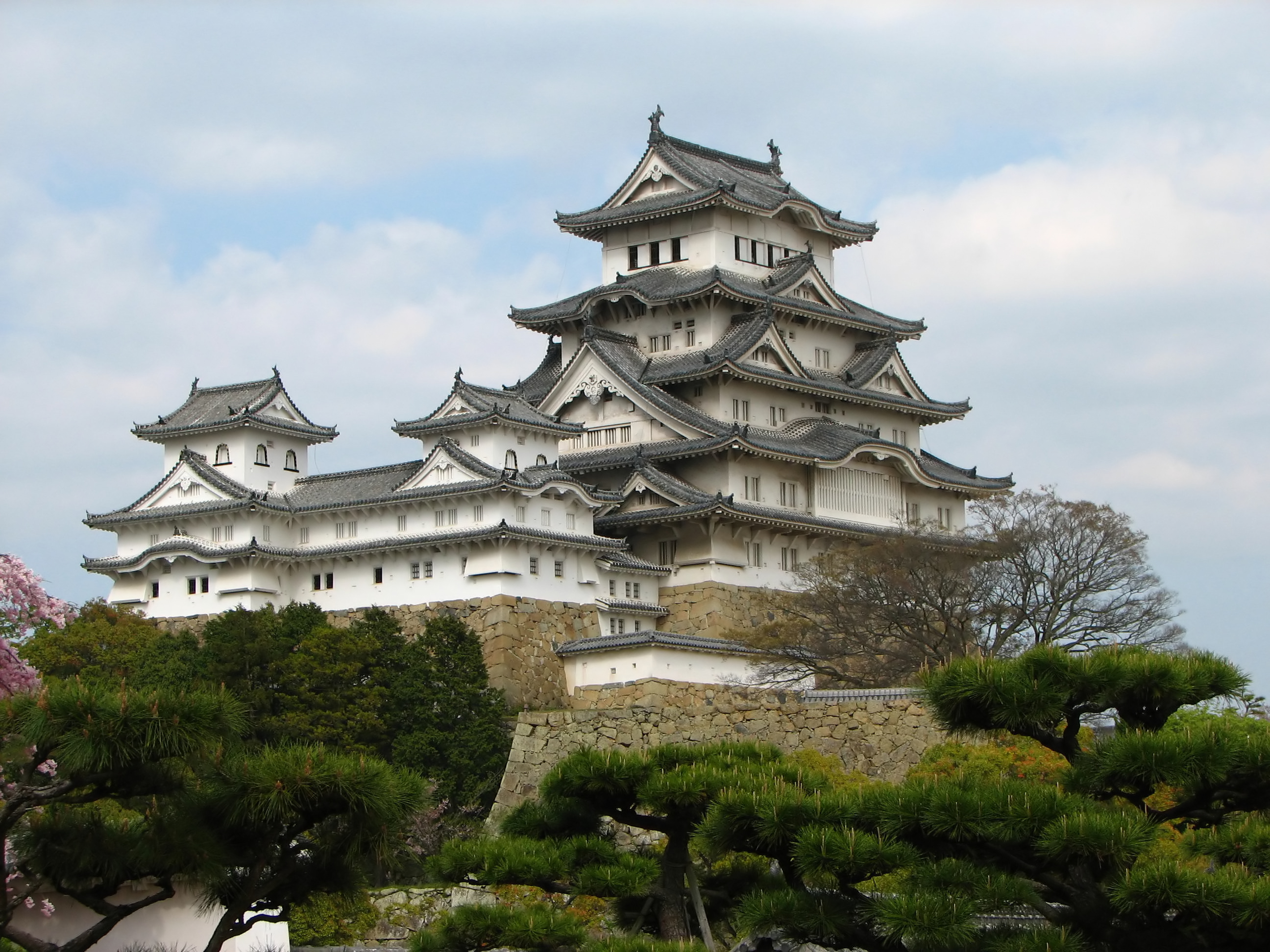
El Castillo Himeji se convirtió en parte del Tesoro Nacional en 1931 sobre la base de la Ley de preservación del Tesoro Nacional de 1929.

En 1929 la Ley de Preservación del Tesoro Nacional (国宝保存法 kokuhō hozonhō?) se aprobó, con efecto desde el 1 de julio de ese año. La ley sustituyó a las leyes de 1897, para ampliar la protección al Tesoro Nacional en manos de las instituciones públicas y privadas y los particulares, en un esfuerzo por impedir la exportación o traslado de bienes culturales. El enfoque de la protección no solo era para los edificios religiosos, sino también para los castillos, salones de té, residencias y edificios religiosos más modernos. Muchas de estas estructuras habían sido transferidas de propiedad feudal a privada después de la restauración Meiji. Algunos de los primeros edificios residenciales en ser designados Tesoro Nacional fueron la residencia Yoshimura en Osaka (1937) y la residencia Ogawa en Kioto (1944). La designación de "Tesoro Nacional" se aplicaba a los objetos de arte y edificios históricos. La nueva ley requería la petición de permisos para poder realizar modificaciones de las propiedades designadas, quedando así protegidas de cambios arbitrarios.
La restauración de la puerta Nandaimon de Tōdai-ji en 1930 vio mejorar los niveles de conservación. Un arquitecto supervisó las obras de reconstrucción in situ. Extensos informes de la restauración, incluidos los planos, los resultados de los estudios, las fuentes históricas, y la documentación del trabajo realizado, se convirtieron en la norma. Durante la década de 1930, alrededor del 70-75 % de los costes de restauración fueron con cargo al presupuesto nacional, los que, incluso, se incrementaron durante la guerra.
En la década de 1930 Japón sufrió la Gran Depresión. En un esfuerzo por evitar que los objetos de arte, aún no designados Tesoro Nacional, fueran exportados a causa de la crisis económica, la Ley sobre la conservación de importantes obras de Bellas Artes (重要美術品等ノ保存ニ関スル 法律 jūyō bijutsuhin tōno hozon ni kan suru hōritsu?) fue aprobada el 1 de abril de 1933. Se proporcionó un procedimiento de designación simplificado para la protección temporal impidiendo las exportaciones. Alrededor de 8000 objetos quedaron protegidos por la ley, incluyendo templos, santuarios y edificios residenciales. En 1939, nueve categorías de propiedades consistentes en 8282 elementos (pinturas, esculturas, obras arquitectónicas, documentos, libros, documentos caligráficos, espadas, artesanía y restos arqueológicos) habían sido designados como Tesoro Nacional y se les prohibió la exportación.
Durante la Segunda Guerra Mundial muchos de los edificios catalogados se camuflaron, y tanques de agua y paredes cortafuegos fueron instalados para su protección. Sin embargo, 206 edificios protegidos, incluyendo el Castillo de Hiroshima, fueron destruidos entre mayo y agosto de 1945. El texto budista del siglo IX Tōdaiji Fujumonkō, designado Tesoro Nacional en 1938, fue destruido en 1945 por el fuego, como resultado de la guerra.

### Ley para la Protección de Bienes Culturales

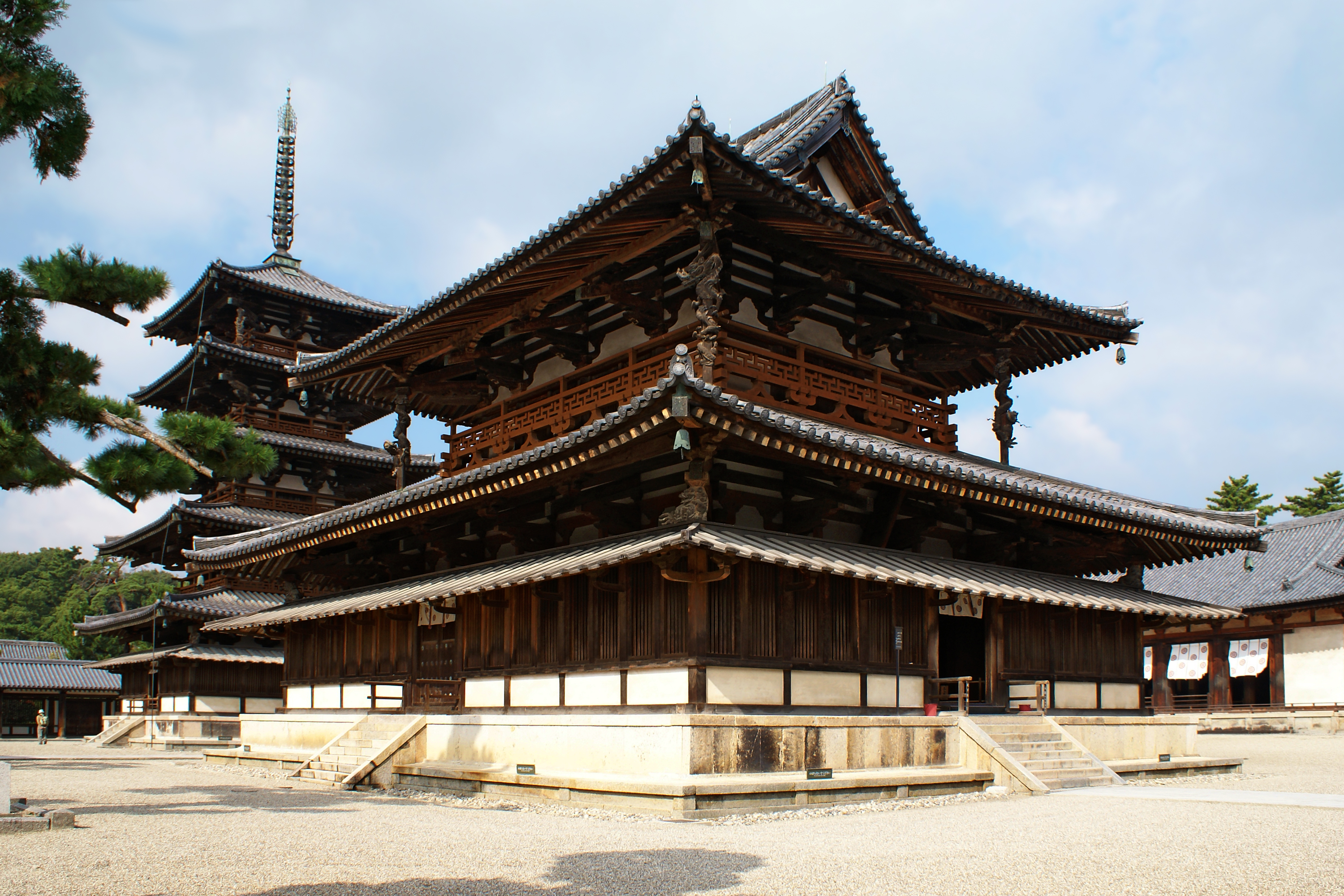
Kon-dō y pagoda de cinco pisos en Hōryū-ji, dos de las estructuras de madera más antiguas del mundo, que datan de alrededor de 700.

Cuando el kon-dō de Hōryū-ji, uno de los más antiguos edificios de madera existentes en el mundo, y el primero en ser protegido por la «Ley de Preservación de Templos Antiguos y Santuarios», se incendió el 26 de enero de 1949, valiosas pinturas murales del siglo séptimo fueron dañadas. El incidente aceleró la reorganización de la protección de bienes culturales, y dio lugar a la Ley para la Protección de Bienes Culturales (文化財保護法 bunkazai hogohō?) que fue redactada el 30 de mayo de 1950 y efectiva el 29 de agosto del mismo año.
La nueva ley se unió a las leyes de 1919, 1929 y 1933. El ámbito de aplicación de las leyes de protección anteriores se amplió para cubrir las «propiedades culturales intangibles», tales como las artes escénicas y aplicadas, «propiedades de la cultura popular» y «bienes culturales enterrados». Antes de la promulgación de esta ley, solo las propiedades culturales inmateriales de valor especialmente alto y en peligro de desaparición habían sido protegidas. Aun para los estándares internacionales, una amplia gama de propiedades fue cubierto por la ley 1950. La ley fue la base para el establecimiento del Comité para la Protección de Bienes Culturales, un precursor de la actual Agencia de Asuntos Culturales. Esto permitió la selección de las propiedades culturales más importantes; establecer restricciones a la modificación, reparación y exportación de bienes culturales, y establecer medidas para la conservación y la utilización de tales propiedades. El reglamento de aplicación de la ley específica tres grandes categorías de propiedades: bienes culturales tangibles, bienes culturales intangibles y «sitios históricos, lugares de belleza escénica, y monumentos naturales». Los bienes culturales materiales se definen como objetos de «alto valor artístico o histórico» o los materiales arqueológicos (o material histórico de otro tipo) de «alto valor académico». A los edificios designados se les requería tener un diseño o técnica de construcción notable, tener un alto valor histórico o académico, o de ser el patrón de un movimiento o área.
Se estableció un sistema de dos niveles para los bienes culturales materiales: Bienes Culturales Importantes y del Tesoro Nacional. El ministro de Educación es el encargado de designar los bienes culturales importantes así como Tesoro Nacional si son de «valor particularmente elevado desde la perspectiva de la cultura mundial o tesoros notables para el pueblo japonés». Todos los elementos del Tesoro Nacional anteriormente designados fueron degradados inicialmente a bienes culturales importantes. Algunos han sido designados de nuevo Tesoro Nacional desde el 9 de junio de 1951. Tras la decisión adoptada por la Dieta Nacional, las propiedades que se quieran nominar como Patrimonio de la Humanidad requieren previamente estar protegidos por la ley de 1950.

### Acontecimientos recientes en la protección de bienes culturales
El Tesoro Nacional han sido seleccionado de acuerdo con la Ley para la Protección de los Bienes Culturales a partir del 9 de junio de 1951. Esta ley, que sigue vigente, ha sido complementada con enmiendas y leyes adicionales, la reorganización del sistema de protección y conservación, o la ampliación de su alcance a una mayor variedad de bienes culturales. Algunos de estos cambios indirectamente afectaron a la protección de los elementos designados Tesoro Nacional.

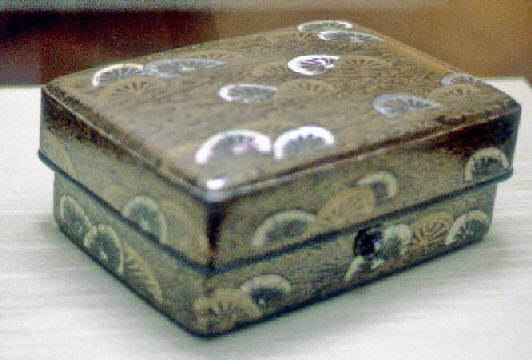
Caja neceser en laca decorada con ruedas de carro sobre un fondo de torrente.

En la década de 1960, el espectro de los edificios protegidos se amplió para incluir los primeros ejemplos de la arquitectura occidental. En 1966, la «Ley para la Preservación de Capitales Antiguas» fue aprobada. Se limitaba a las antiguas capitales de Kamakura, Heijō-kyō (Nara), Heian-kyō (Kioto), Asuka (Yamato) (hoy Asuka, Nara), Fujiwara-kyō (Kashihara), Tenri, Sakurai e Ikaruga, áreas en las que un gran número de elementos del Tesoro Nacional existen. En 1975 la ley se amplió para incluir grupos de edificios históricos no necesariamente ubicados en las capitales.
El segundo cambio importante de 1975 fue que el gobierno comenzó a extender la protección, no solo a las propiedades tangibles o intangibles por su valor histórico o artístico particular, sino también a las técnicas para la conservación de los bienes culturales. Este paso fue necesario debido a la falta de artesanos cualificados como resultado de la industrialización. Las técnicas a protegerse incluían el enmarcado de pinturas y caligrafía en rollos; la reparación de lacados y esculturas de madera, y la producción de máscaras Nō, trajes e instrumentos.

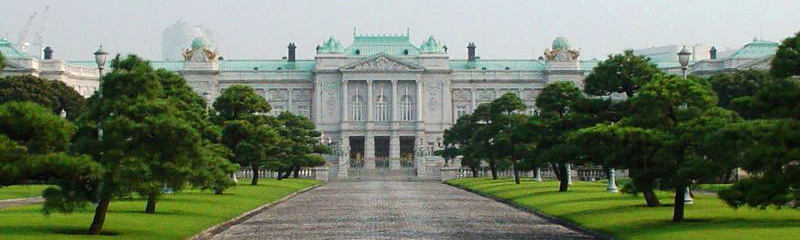
El Palacio de Akasaka es el único Tesoro Nacional en la categoría de residencias modernas (Período Meiji hasta la actualidad).

El sistema de dos niveles, «Tesoro Nacional» y «Bienes Culturales Importantes», se complementó en 1996 con un nuevo nivel de «Bienes Culturales Registrados» para los elementos de importante necesidad de la conservación y el uso. Inicialmente limitada a los edificios, el nivel de nueva creación funcionaba como una lista de espera para nominados a Bien Cultural Importante, y como una extensión de Tesoro Nacional. Un gran número de construcciones, principalmente industriales e históricas de entre el período Edo tardío y el período Shōwa quedaron registrados con este sistema. En comparación con los bienes culturales importantes y el Tesoro Nacional, el registro de propiedades culturales implica menos responsabilidades para el propietario. Desde finales del siglo XX, la Agencia de Asuntos Culturales se ha centrado en la designación de las estructuras construidas entre 1868 y 1930, o de las regiones insuficientemente representadas. Asegurar el suministro de las materias primas y las herramientas necesarias para las obras de restauración fue uno de los objetivos de la agencia desde 1998. En 1999 las tareas de protección se transfirieron a las prefecturas y las ciudades con elementos designados.

## Procedimiento para la designación

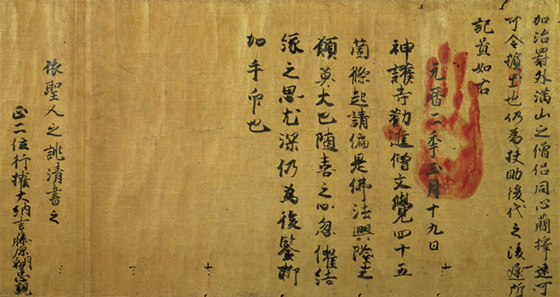
Artículo cuarenta y cinco de las normas y reglamentos del sacerdote budista Mongaku, Tesoro Nacional en la categoría de documentos antiguos.

Los productos culturales con una forma tangible, que poseen un alto valor histórico, artístico y académico para el Japón, se enmarcan en un sistema de tres niveles. Propiedades con la necesidad de conservación y uso se catalogan como «Bienes Culturales Registrados». Objetos importantes se designan como «Bienes Culturales Importantes».
Las propiedades culturales importantes que muestren realmente una elaboración excepcional, un valor particularmente alto para la historia cultural del mundo, o un valor excepcional académica, se pueden designar como Tesoro Nacional. Con el fin de lograr la designación, el propietario de un bien cultural importante contacta, o es contactado por la Agencia de Asuntos Culturales, para obtener información para su registro. En este último caso, el organismo siempre solicita a los propietarios el consentimiento previo, aunque no sea requisito legal. La agencia entonces contacta con el Consejo para los Asuntos Culturales, que se compone de cinco miembros nombrados por el ministro de Educación, por sus «amplios y eminentes puntos de vista y el conocimiento de la cultura». El consejo puede buscar el apoyo de una comisión de investigación, y, finalmente, se prepara un informe para la Agencia de Asuntos Culturales. Si apoyan la candidatura, la propiedad se coloca en la lista de registro de los bienes culturales, el propietario es informado del resultado y se publica un anuncio en el Boletín Oficial. La política de designación se limita deliberadamente, manteniendo un número bajo de propiedades designadas. En este sentido, el sistema de protección de Corea del Sur es similar al de Japón. En los primeros años del siglo XXI entre una y cinco propiedades fueron designadas cada año.

## Categorías
La Agencia de Asuntos Culturales clasifica los bienes culturales materiales como Tesoro Nacional en trece categorías según el tipo. El organismo suele distinguir entre «edificios y estructuras» (建造物 kenzōbutsu?), y «obras de arte y artesanía» (美術工芸品 bijutsu kōgeihin?). Cada categoría principal se divide, a su vez, en subcategorías. Por ejemplo, los 215 bienes culturales estructurales se dividen en seis categorías, y las 866 obras de arte y piezas de artesanías se dividen en siete categorías.

### Castillos

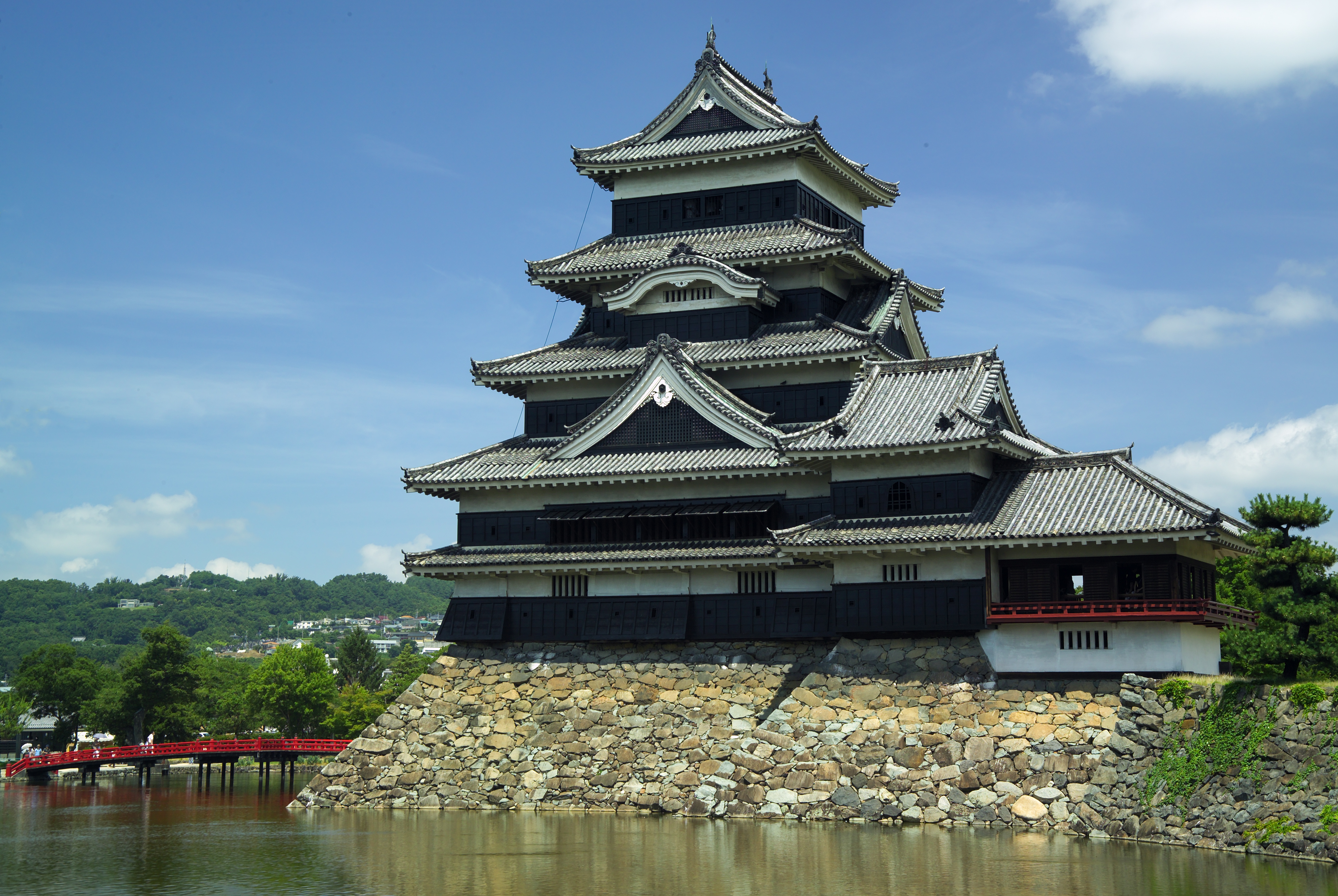
Castillo Matsumoto.

La categoría de "castillos" (城郭 jōkaku?) incluye ocho designaciones de Tesoro Nacional ubicadas en cuatro localidades distintas: Castillo Himeji, Castillo Matsumoto, Castillo Inuyama y Castillo Hikone. Comprenden un total de dieciséis estructuras tales como: dojon, torres de vigilancia y galerías. El castillo de la ciudad de Himeji, la fortaleza más visitada de Japón y Patrimonio de la Humanidad, tiene cinco elementos declarados Tesoro Nacional, los otros castillos tienen uno cada uno. Las estructuras designadas representan el apogeo de la construcción del castillo japonés, y data del final del período Sengoku, desde finales del siglo XVI hasta la primera mitad del XVII. Construido en madera y yeso sobre una base de piedra, los castillos eran fortificaciones militares, así como centros políticos, culturales y económicos, y residencias para el daimyō, su familia, y escolta. La estructura más antigua de la categoría es un donjon secundario de la era Bunroku llamada la Pequeña Torre noroeste, en el Castillo Matsumoto.

### Residencias históricas y modernas

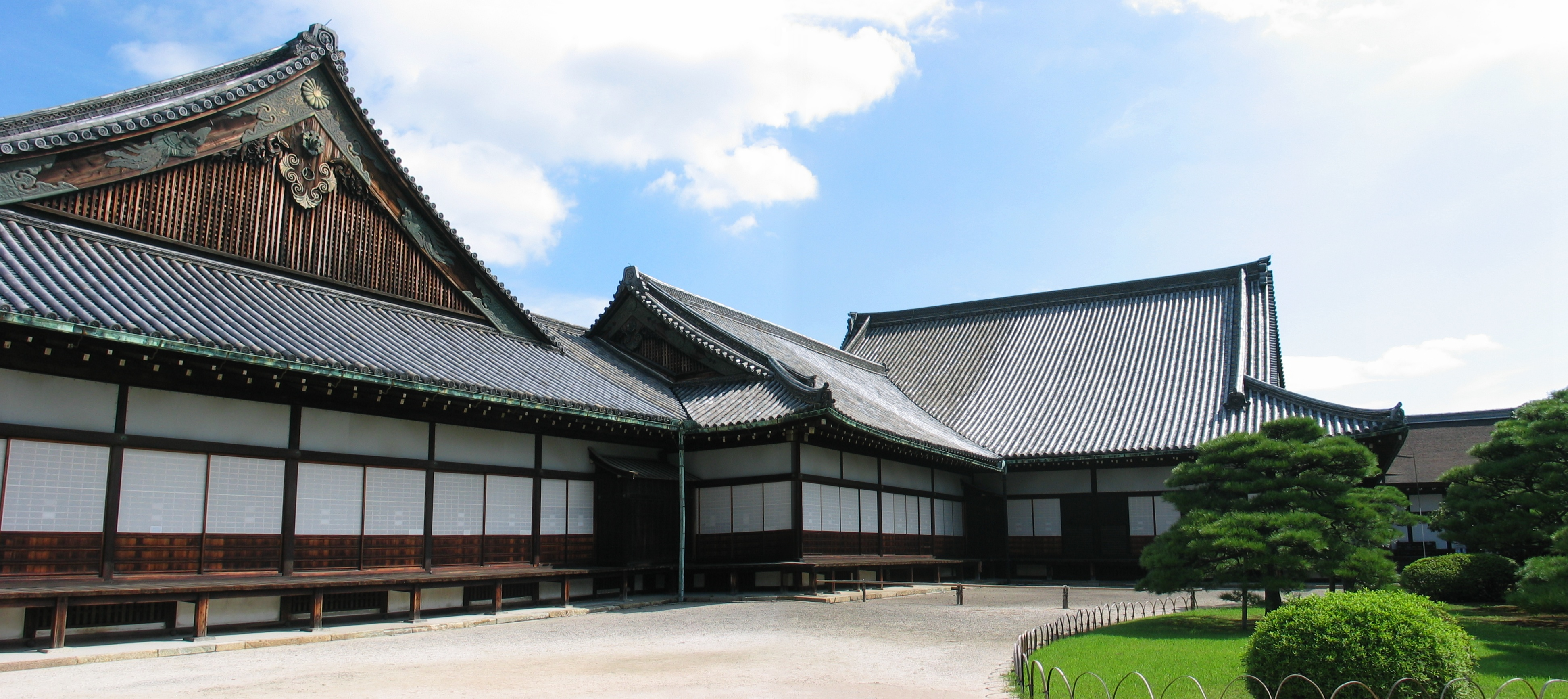
Palacio Ninomaru en el Castillo Nijō.

La arquitectura residencial incluye dos categorías: «residencias modernas» (住居 jūkyo?) del Período Meiji en adelante, y «residencias históricas» (住宅 jūtaku?), aquellas que datan de antes de 1867, de la Edad Moderna de Japón y anteriores. En la actualidad, la única residencia moderna del Tesoro Nacional es el Palacio de Akasaka en Tokio, construido en 1909. Catorce elementos del Tesoro Nacional, que datan de entre 1485 y 1657, figuran en la categoría de residencias históricas. Diez se encuentran en Kioto. Las estructuras incluyen salones de té, shoin, y salas de invitados o de recepción.

### Santuarios

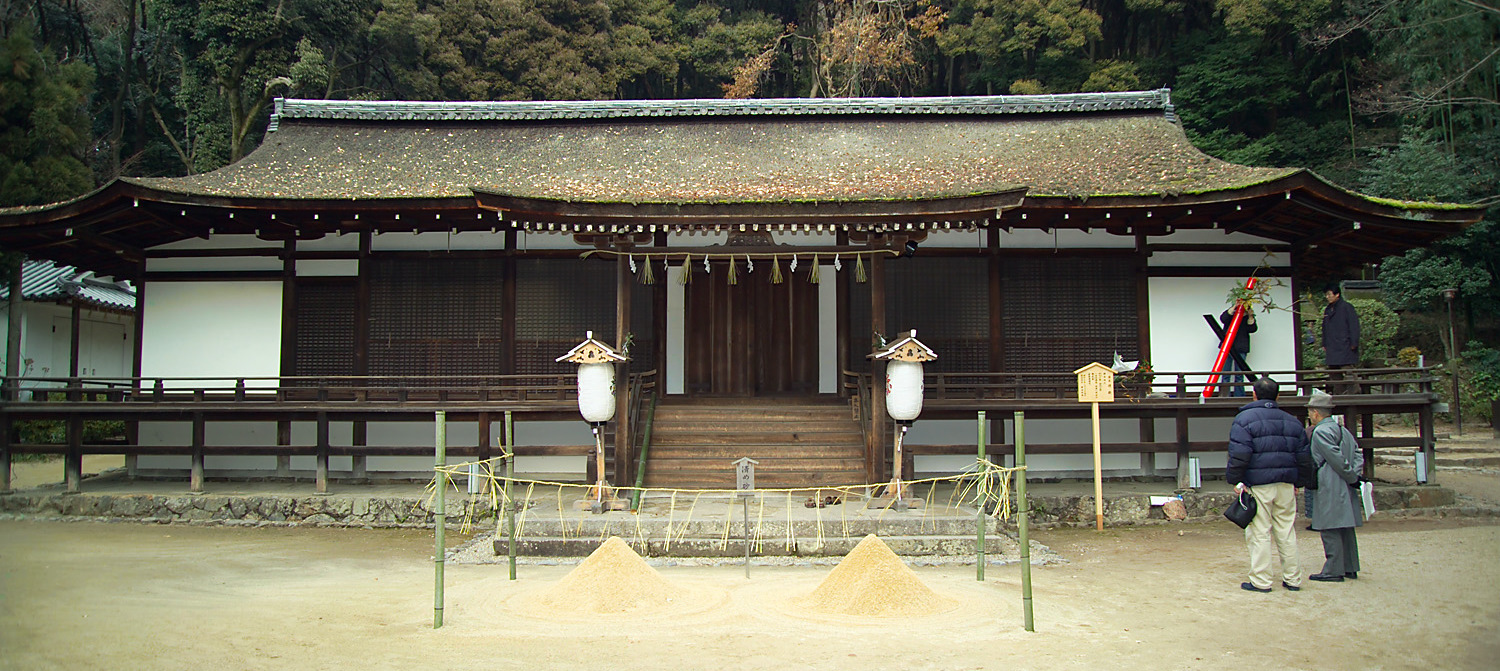
Sala de oración (haiden) del Santuario Ujigami.

En el Tesoro Nacional en la categoría de «santuarios» (神社 jinja?) incluyen salas principales (honden), oratorios (haiden), puertas, salas de ofrendas (heiden), salas de purificación (haraedono) y otras estructuras asociadas a los santuarios sintoístas. Actualmente, en el Tesoro Nacional hay 37 santuarios, desde el siglo XII (finales del período Heian) hasta el siglo XIX (finales del Periodo Edo). De acuerdo con la tradición Shikinen sengū-sai (式年遷宮祭?), los edificios o santuarios fueron reconstruidos fielmente a intervalos regulares de tiempo ateniéndose al diseño original. De esta manera, los estilos antiguos se han replicado a través de los siglos hasta nuestros días. La estructura de un santuario existente más antigua designada Tesoro Nacional es la sala principal del Santuario Ujigami, que data del siglo XII, finales del período Heian. Aproximadamente la mitad de las estructuras del Tesoro se ubican en tres prefecturas: Kioto, Nara y Shiga en la región de Kansai. Nikkō Tōshō-gū tiene cinco designaciones dentro del Tesoro Nacional.

### Templos

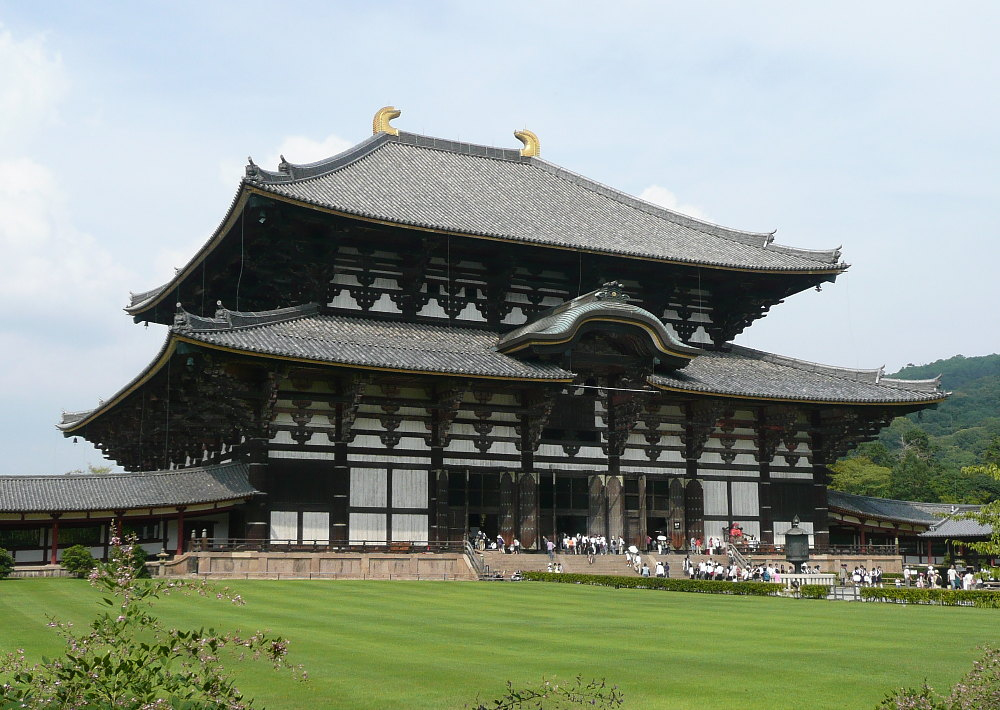
Sala del Gran Buda (Daibutsuden) en Tōdai-ji.

Estructuras asociadas a los templos budistas, como las salas principales (butsuden, hon-dō y kon-dō), pagodas, campanarios, corredores y otras salas o construcciones están designados en la categoría de "templos" (寺院 jiin?). En la primera década del siglo XXI eran un total 160 las inscripciones en el Tesoro Nacional, incluyendo dos de las más antiguas estructuras de madera del mundo: Hōryū-ji y el Daibutsuden en Tōdai-ji, ambos del siglo VI. Este último es el mayor edificio de madera del mundo. Las estructuras abarcan más de 1000 años de arquitectura budista japonesa, desde el siglo VI (Período Asuka) hasta el XIX, finales del Período Edo. Alrededor de tres cuartas partes de las propiedades designadas se encuentran en la región de Kansai, con 60 estructuras de templo del Tesoro Nacional en la prefectura de Nara y 29 en la prefectura de Kioto. El templo Hōryū-ji tiene el mayor número de edificios del Tesoro Nacional, con 18 designaciones.

### Estructuras diversas

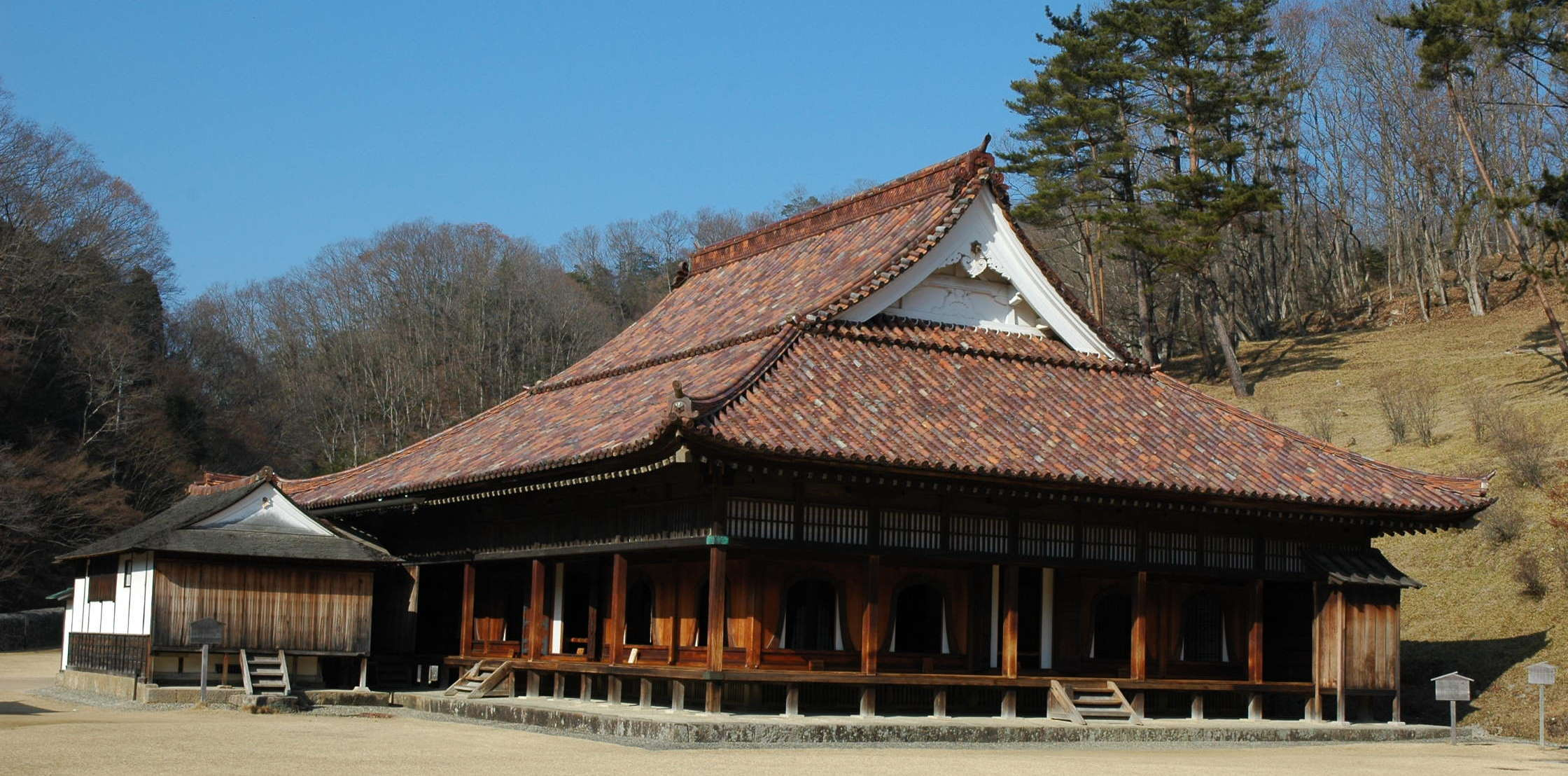
Auditorio de la antigua Escuela Shizutani.

Hay tres «estructuras diversas» (その他 sono hoka?), que no encajan en ninguna de las otras categorías: el escenario norte de Nō del Nishi Hongan-ji de Kioto, el auditorio de la antigua Escuela Shizutani en Bizen y la iglesia católica de Ōura en Nagasaki. El escenario norte de Nō, que data de 1581, es el más antiguo existente de este tipo, y consta del escenario en sí, un escenario lateral para el coro (脇座 wakiza?), un lugar para los músicos (後座 atoza?) y una  pasarela para entrar o salir del escenario (橋掛 hashigakari?).
Construido a mediados del periodo Edo, en 1701, el Auditorio de la escuela Shizutani, un instituto de educación para los plebeyos, es un edificio de planta única. Cuenta con un techo de estilo mosaico a cuatro aguas con gablete (irimoya) compuesto por teselas anchas cóncavas y azulejos semi-cilíndricos convexos que cubren las uniones. La estructura de 19,4 por 15,6 metros está construida de maderas de alta calidad, tales como zelkova, cedro y el alcanforero.
La Iglesia Ōura fue establecida en 1864 por el sacerdote francés Bernard Petitjean de Fier para conmemorar a los 26 mártires cristianos, ejecutados por crucifixión el 5 de febrero de 1597 en Nagasaki. La fachada de la iglesia se enfrenta a la colina Nishizaka, el lugar de su ejecución. Es una estructura gótica y la iglesia más antigua de madera de las existentes en Japón. Fue declarada Tesoro Nacional en 1933.

### Documentos antiguos

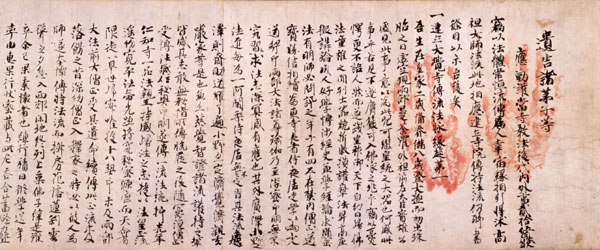
Testamento del Emperador Go-Uda con huellas de manos impresas.

Los documentos japoneses históricos valiosos se designan en la categoría de «documentos antiguos» (古文書 komonjo?). Hay 59 elementos o conjuntos de artículos de esta categoría, que van desde cartas y diarios a archivos, por ejemplo uno de los integrantes del Tesoro Nacional es un mapa sobre lino, y otro es una inscripción en piedra. Sin embargo, todos los demás objetos en la categoría fueron creados por escritura con pincel sobre papel, y en muchos casos presentan importantes ejemplos de los principios de la caligrafía. Los escritos más antiguos datan de las postrimerías del siglo VII y el más moderno de finales del siglo XIX, ya en período Edo. Aproximadamente la mitad de los registros de la categoría se encuentran en Kioto.

### Materiales arqueológicos

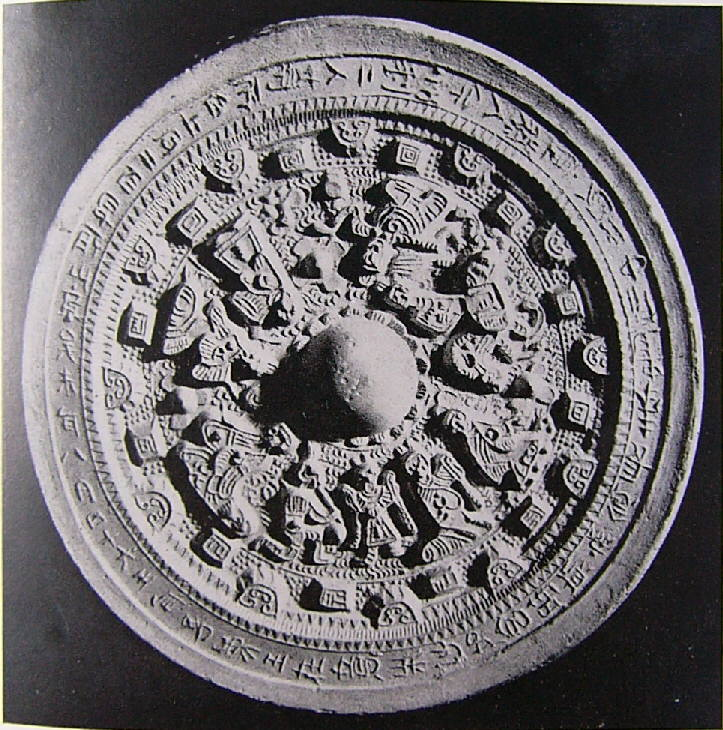
Espejo del santuario Suda Hachiman (人物画象鏡, jinbutsuga zōkyō).

La categoría de "materiales arqueológicos" (考古資料 kōkoshiryō?) incluye algunas de las más antiguas propiedades culturales con 44 bienes designados Tesoro Nacional. Muchos de los elementos en esta categoría denotan grandes conjuntos de objetos enterrados originalmente como parte de las tumbas o de ofrendas para las fundaciones de templos, y posteriormente excavados y extraídos de las tumbas, kofun, montículos sutra, u otros sitios arqueológicos. Las piezas más antiguas son de cerámica en forma de llama y figurillas de barro dogū del periodo Jōmon que reflejan los principios de la civilización japonesa. Otros artículos enumerados incluyen espejos de bronce y campanas, joyas, espadas antiguas, y cuchillos. El más reciente de los objetos, una columna de piedra hexagonal, data del período de Nanboku-chō, 1361. La mayoría de los materiales (26) se encuentran en museos, de los cuales seis lo están en el Museo Nacional de Tokio.

### Artesanía
La categoría «artesanía» (工芸品 kōgeihin?) incluye 252 piezas del Tesoro Nacional, de las cuales 122 están en la subcategoría de las espadas, y 130 son otros artículos de artesanía.
Espadas

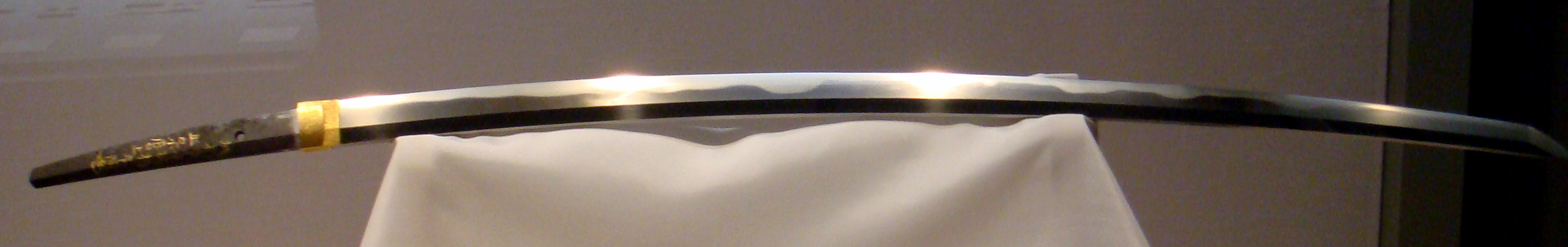
Katana con una inscripción en filigrana de oro del maestro herrero Masamune.

Las espadas están incluidas en la categoría de artesanía y, tanto hojas en sí como espadas completas (hoja, vaina, empuñadura, etc.) han sido designadas como Tesoro Nacional. En la actualidad 110 hojas y 12 espadas son parte del Tesoro. La propiedad designada de fecha más antigua se remonta al siglo VII, en el período Asuka. Sin embargo, 86 de los elementos son del periodo Kamakura, y el objeto más reciente es del período Muromachi. Las piezas catalogadas como tesoro se encuentran en templos budistas, santuarios sintoístas, museos o en manos privadas.
Otras piezas

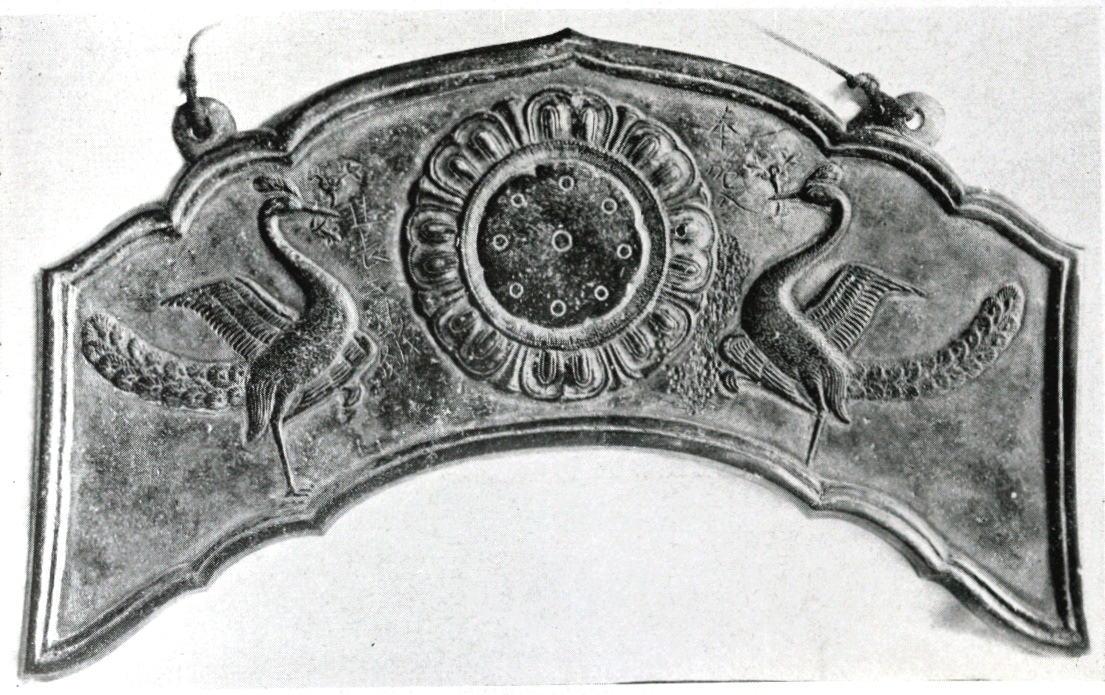
Gong ritual budista con relieve de pavos reales.

La categoría incluye: cerámica de Japón, China y Corea; obras de metalurgia, tales como espejos y campanas de templo y otros elementos rituales budistas; lacas en cajas, muebles, arneses y altares portátiles; textiles; armaduras; y otros objetos. Estos elementos abarcan desde la época clásica hasta principios de la modernidad de Japón, siglo VII en el período Asuka hasta el siglo XVIII en la era Edo, y se encuentran en templos budistas, santuarios sintoístas o museos. También se incluyen en esta categoría los tesoros sagrados que los fieles han ofrendado al Santuario de Asuka, Tsurugaoka Hachiman-gū, Santuario Itsukushima, Kasuga-taisha y Kumano Hayatama Taisha. Los tesoros se dedicaron a las respectivas deidades a las que estaban consagrados los santuarios. Comprenden prendas de vestir, del hogar y otros artículos.

### Materiales históricos

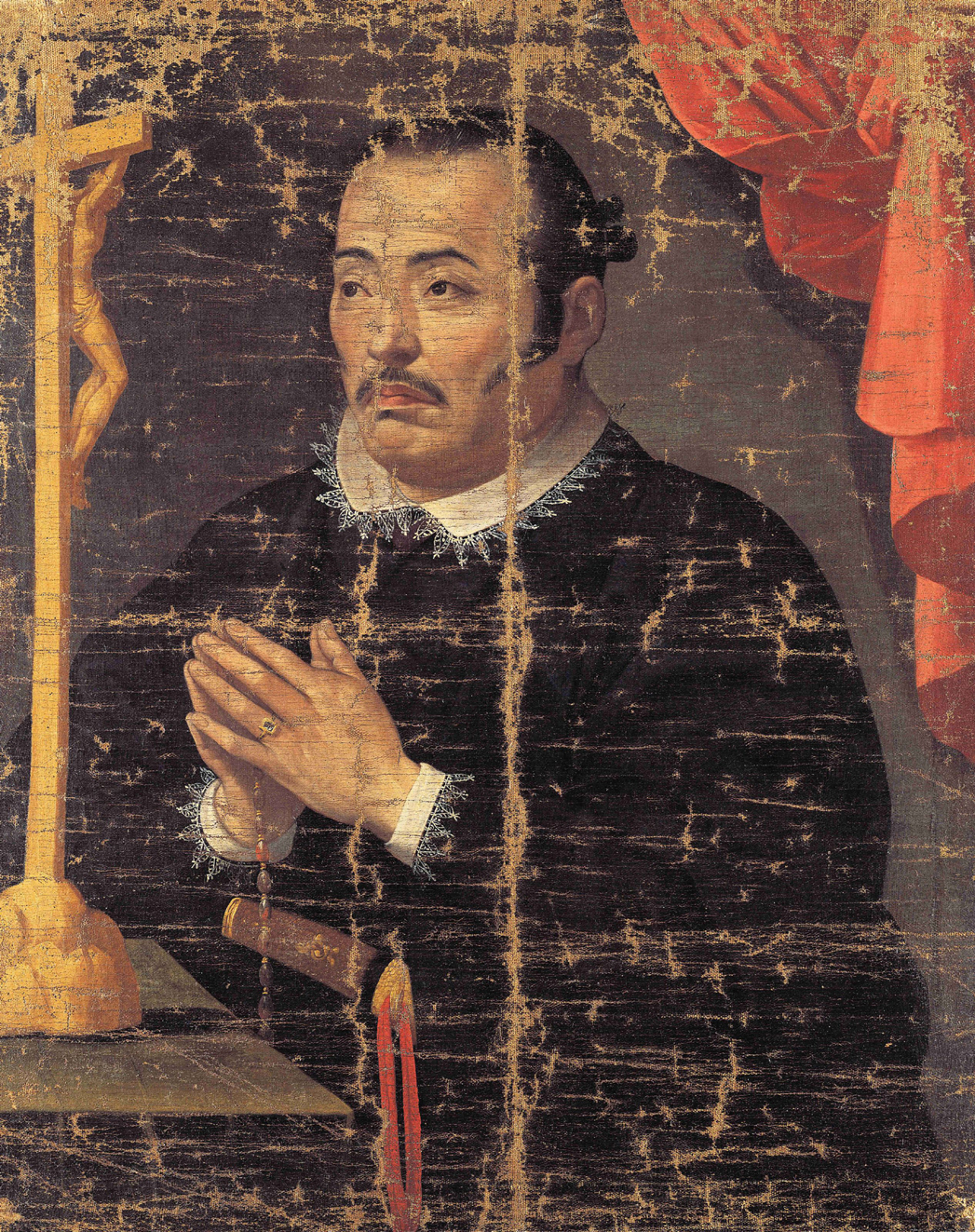
Hasekura Tsunenaga en posición de oración.

Tres conjuntos de elementos del Tesoro Nacional están catalogados en la categoría de «materiales históricos» (歴史資料 rekishi shiryō?). Un juego consta de 1 251 artículos relacionados con la dinastía Shō, los reyes de Ryukyu que gobernaron la mayor parte de las Islas Ryūkyū entre el último cuarto del siglo XV y la mitad del XVIII. La fecha de las piezas de la segunda dinastía Shō está comprendida entre los siglos XVI y XIX y se encuentran en el Museo de la Historia de la ciudad de Naha. Dentro de este conjunto son 1 166 los documentos o registros, incluidos planos de construcción o registros de artículos funerarios y 85 son artículos de artesanía como prendas de vestir y muebles.
El segundo grupo comprende pinturas, documentos, herramientas ceremoniales, arneses y artículos de ropa Hasekura Tsunenaga traídos de su misión comercial (Embajada Keichō) a Europa de 1613 a 1620. Enviado por Date Masamune, daimyō (大名?) de Sendai, Hasekura viajó vía Ciudad de México y Madrid a Roma antes de regresar a Japón. Albergado en el Museo de la Ciudad de Sendai el grupo de 47 objetos designado como tesoro incluye: un documento de ciudadanía romana datado en noviembre de 1615; un retrato del Papa Pablo V; un retrato de Hasekura en oración después de su conversión al  cristianismo católico  en Madrid; 19 pinturas religiosas; cuadros de santos; herramientas ceremoniales, tales como rosarios; medallas y una cruz; 25 artículos de arneses y prendas de vestir, tales como sotanas; un indonesio kris; y una daga ceilandesa.
Un tercer conjunto está formado por 2 345 elementos del período Edo relacionados con el topógrafo y cartógrafo japonés Inō Tadataka. Los objetos se encuentran bajo custodia del Museo Inō Tadataka en Katori, Chiba, e incluyen 787 mapas y planos, 569 documentos y registros, 398 cartas, 528 libros y 63 utensilios tales como instrumentos topográficos.

### Pinturas

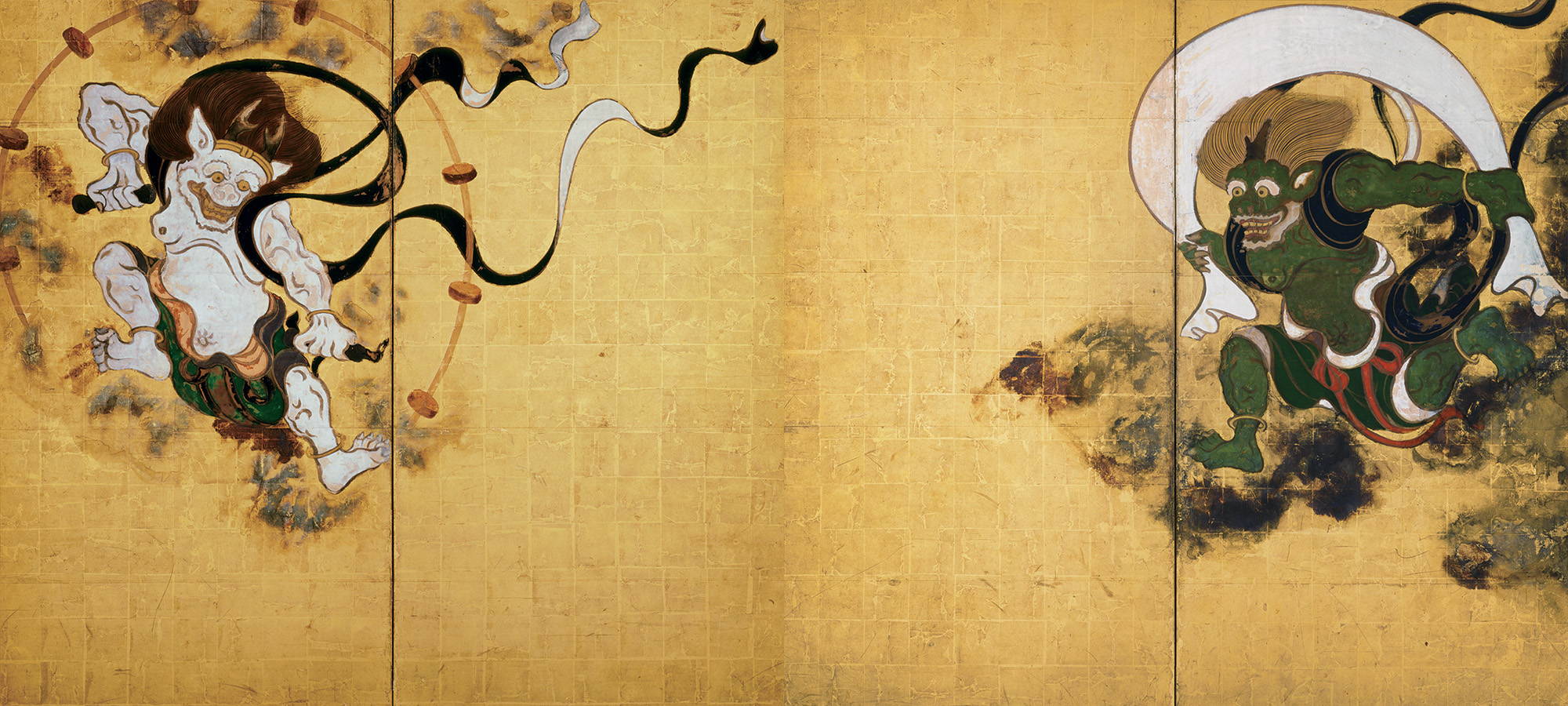
Biombo con Dios del viento y Dios del trueno de Tawaraya Sōtatsu.

Pinturas japonesas y chinas desde la época clásica del siglo VIII, período Nara, a la Edad Moderna en el siglo XIX, período Edo figuran en la categoría «pinturas» (絵画 kaiga?). Los 158 componentes del Tesoro Nacional en la categoría representan: temas budistas, paisajes, retratos y escenas de corte. Diversos materiales base se encuentran entre los utilizados: 90 rollos colgantes; 38 rollos de mano o emakimono; 20 byōbu (biombos) o pinturas sobre puertas correderas (fusuma); y tres álbumes. Se encuentran en museos, templos budistas, santuarios sintoístas, colecciones privadas, una universidad y una se encuentra en una tumba (tumba de Takamatsuzuka). Una gran parte de los artículos se encuentran en los Museos Nacionales de Tokio, Kioto y Nara. El mayor número de pinturas del Tesoro Nacional se encuentran en Kioto, con 50, y Tokio, con 45, y más de la mitad de las pinturas de Tokio se encuentran en el Museo Nacional de Tokio.

### Esculturas

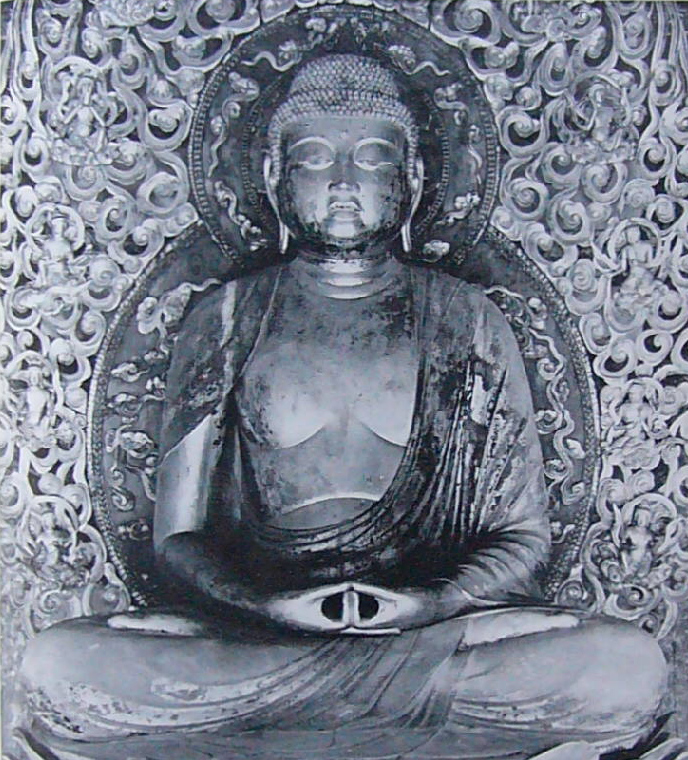
Amida Nyorai, la imagen principal en la Sala Fénix de Byōdō-in de Jōchō.

Esculturas de deidades budistas y sintoístas, o de los sacerdotes venerados como fundadores de templos, se incluyen en la categoría de «esculturas» (彫刻 chōkoku?). Hay 126 esculturas del Tesoro Nacional o grupos de esculturas fechadas entre el siglo VII, período Asuka, y el XIII, período Kamakura. La mayoría, 94 esculturas, son de madera, once de la lista son de bronce, otras once son de laca, siete son de barro y una, los Budas de piedra de Usuki, consta de un grupo de esculturas de piedra. Las estatuas varían de tamaño de solo 10 cm a 13 m y 15 m para el Gran Buda de Nara y el de Kamakura, respectivamente. Setenta de las 126 entradas se encuentran en la prefectura de Nara, mientras que otras 37 están en la prefectura de Kioto. Con pocas excepciones, las esculturas se encuentran en templos budistas. Hōryū-ji y Kōfuku-ji son los lugares con mayor número de objetos catalogados como tesoro, con 17 cada uno de ellos. El Museo de Bellas Artes Ōkura Shūkokande de Tokio, el Museo Nacional de Nara en la ciudad de Nara y el santuario Yoshino Mikumari en Yoshino (Nara) cada uno tiene un único elemento del Tesoro Nacional en la categoría de escultura, un Tesoro Nacional que consta de cuatro esculturas de dioses sintoísta se encuentra en Kumano Hayatama Taisha, y los Budas de piedra de Usuki pertenecen a la ciudad de Usuki.

### Escritos

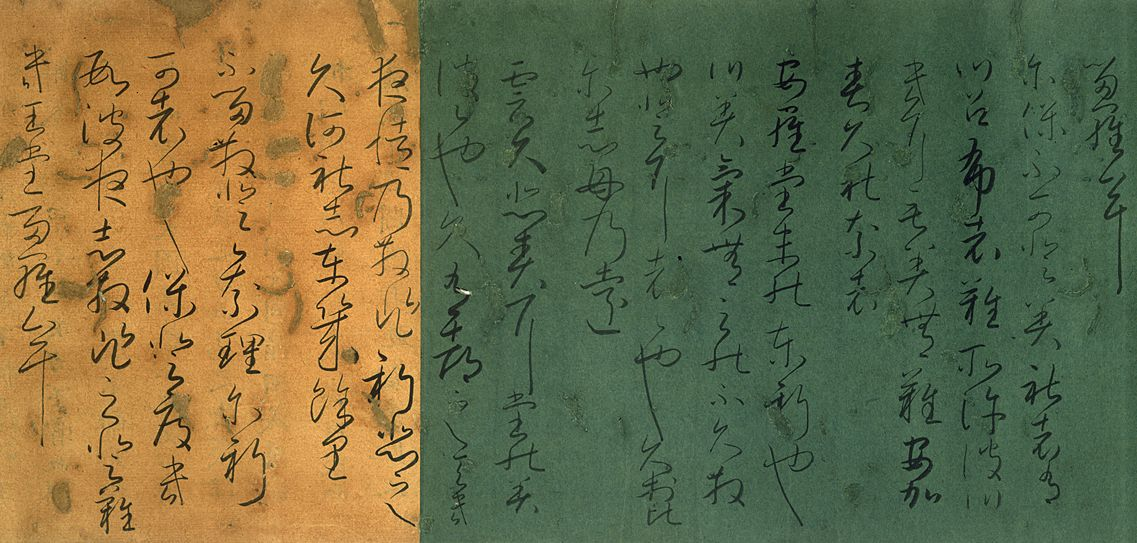
Akihagi-jō atribuido a Ono no Michikaze.

Materiales escritos de diversos tipos, tales como transcripciones sutra, poesía, y libros históricos y especializados se encuentran designados en la categoría de «escritos» (書跡・典籍 shoseki, tenseki?). Los 223 elementos o conjuntos de artículos del Tesoro Nacional son en su mayor parte de la época clásica de Japón (períodos Asuka, Nara y Heian) y la era imperial de China, desde el siglo VI, al período Muromachi, siglos XIV al XVI. La mayoría fueron realizadas con pincel para escribir en papel y en muchos casos presentan importantes ejemplos de caligrafía.

## Preservación y medidas para el uso

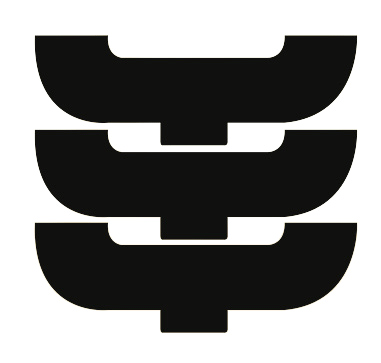
El logotipo de Protección de los Bienes Culturales en forma de un (斗きょう, tokyō), un tipo de entablamento que se encuentran en la arquitectura japonesa.

Para garantizar la conservación y utilización de los elementos designados como Tesoro Nacional, un conjunto de medidas fue establecido en la «Ley para la Protección de Bienes Culturales» a partir de 1950. Estas medidas directas se complementan con los esfuerzos indirectos destinados a proteger el medio ambiente circundante (en el caso de la arquitectura), o técnicas necesarias para las obras de restauración.
Los propietarios o administradores de un componente del Tesoro Nacional son responsables de la administración y la restauración de la obra. Si la propiedad se ha perdido, destruido, dañado, alterado, movido o transferido, debe ser notificado a la Agencia de Asuntos Culturales. Las alteraciones de la propiedad requieren de un permiso, y la agencia debe ser notificada con 30 días de antelación cuando se vayan a llevar a cabo reparaciones.(§ 43). Si se solicita, los propietarios deben proporcionar información, e informar al comisionado de la Agencia de Asuntos Culturales, en relación con el estado de la propiedad (§ 54). Si un elemento del Tesoro Nacional se encuentra dañado, el comisionado tiene la autoridad para ordenar al propietario o encargado de reparar la propiedad, si el propietario no está conforme, el comisionado podrá llevar a cabo las reparaciones. Si un objeto parte del Tesoro Nacional se va a vender, el gobierno conserva la primera opción, derecho de tanteo, para comprar el artículo (§ 46). Las transferencias del Tesoro Nacional son generalmente restrictivas, y la exportación está prohibida.

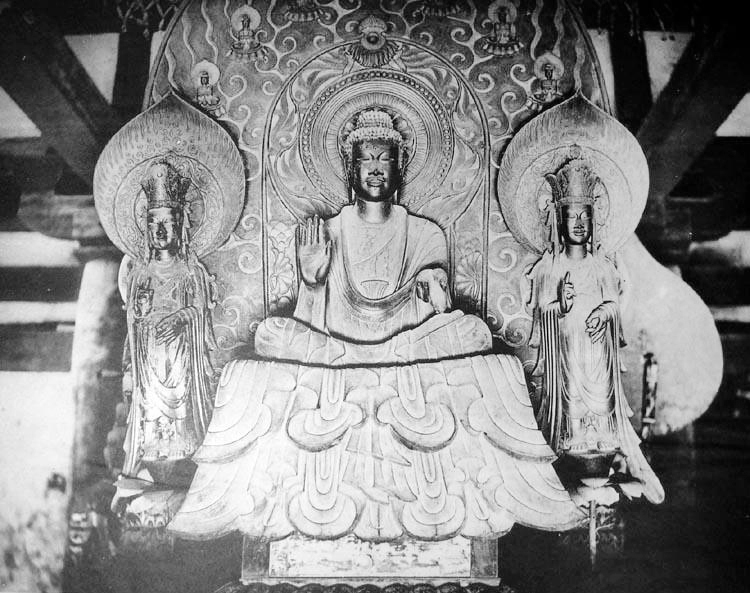
Tríada Shaka en Hōryū-ji, obra atribuida a Tori Busshi.

Si se otorgaban subvenciones a la propiedad, el comisionado tiene la autoridad para recomendar u ordenar el acceso del público, o un préstamo a un museo por un período limitado.(§ 51). El requisito de que los propietarios privados deban permitir el acceso o ceder los derechos de la propiedad, ha sido una de las razones por las que las propiedades bajo la protección de la Agencia de la Casa Imperial no hayan sido designados como parte del Tesoro Nacional, con la excepción de la Shōsō-in. La Agencia de la Casa Imperial considera que las propiedades imperiales tienen la protección suficiente, y no requieren la salvaguarda adicional prevista por la Ley para la Protección de Bienes Culturales. El gobierno cubre con los intereses científicos y públicos de los bienes culturales por medio de un sistema de documentación, y a través de la gestión de los museos y centros para la investigación cultural.
Las medidas de protección no se limitan a las responsabilidades de la propiedad. Aparte del prestigio ganado a través de la designación, los propietarios tienen derecho a ventajas como la exención de impuestos locales, incluido el impuesto sobre los activos fijos, impuestos a la propiedad especial, y de planificación fiscal de la ciudad, así como la reducción de los impuestos nacionales aplicados a la transferencia de propiedades.

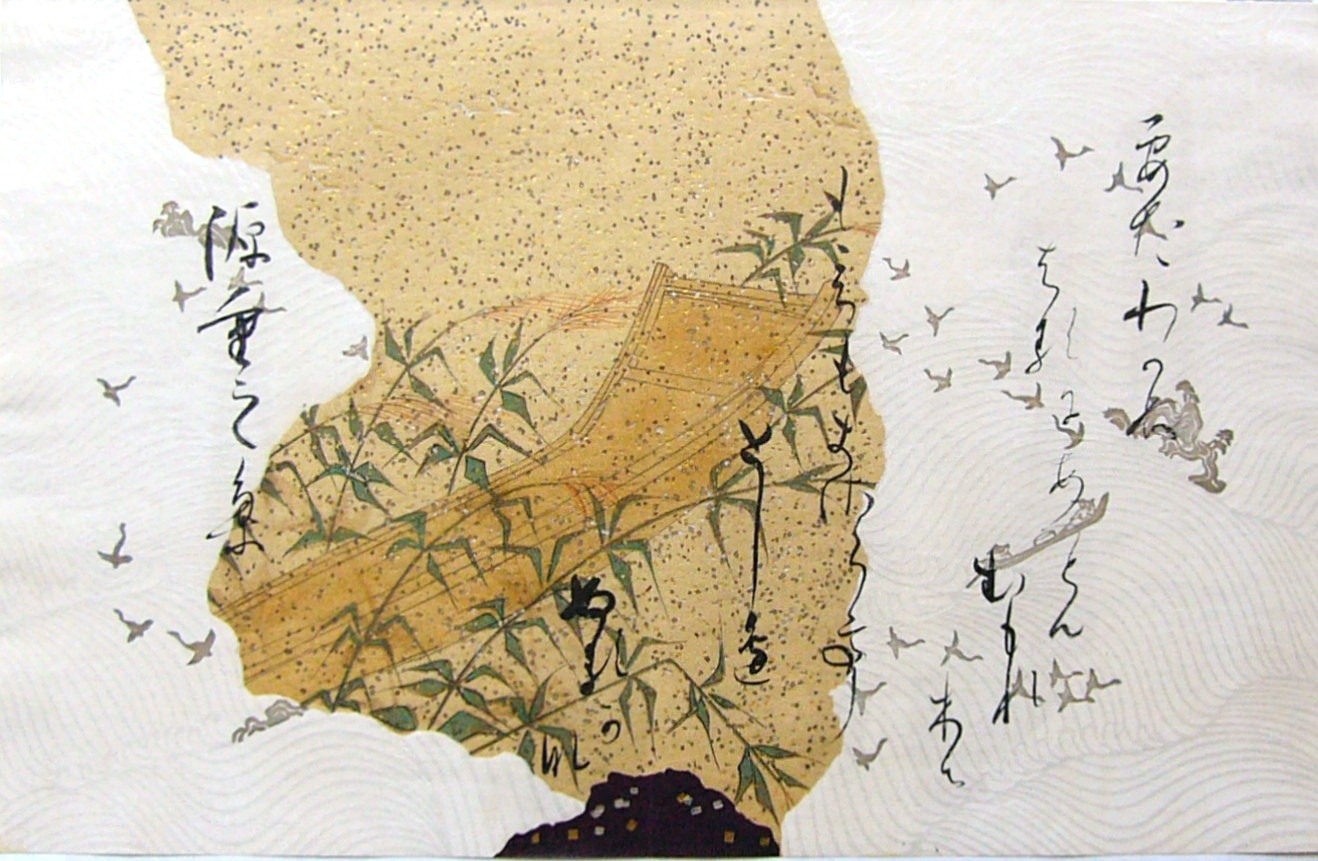
Colección de 36 poetas del Emperador Go-Nara.

La Agencia de Asuntos Culturales ofrece a los propietarios, o custodios, asesoramiento y orientación sobre asuntos de la administración, la restauración y la exhibición pública de elementos del Tesoro Nacional. La agencia promueve las actividades locales encaminadas a la protección de los bienes culturales, tales como actividades para el estudio, protección, o la transmisión de los bienes culturales. Puede ser nombrado un custodio para un componente del Tesoro Nacional (normalmente un órgano de gobierno local) si se reúnen las siguientes circunstancias: el propietario no puede ser localizado, se daña la propiedad, no se ha proporcionado una adecuada protección a la propiedad de forma continua, o no ha sido permitido el acceso del público a la propiedad.
Por último, el gobierno proporciona subvenciones para reparaciones, el mantenimiento y la instalación de dispositivos contra incendios y otros sistemas de prevención de desastres. Existen subsidios para los municipios para la compra de tierras o estructuras con valor cultural. Las propiedades designadas generalmente aumentan su valor. El presupuesto asignado por la Agencia de Asuntos Culturales en el año fiscal 2010 para las «Mejoras de la Protección de Bienes Culturales», incluidas contingencias, alcanzaron los 63 050 millones de yenes, 61,8 % del total del presupuesto de 2010. De ellos, por ejemplo, 10 755 millones de yenes, un 10,5 % del total del presupuesto, fueron para "Preservación (reparación) de Propiedades Cultures y Sistemas de Prevención de Incendios".

## Estadísticas
La Agencia de Asuntos Culturales publica la lista del Tesoro Nacional, y otros elementos culturales designados, en la Base de Datos Nacional de Bienes Culturales. El 5 de enero de 2011 había 866 conjuntos del Tesoro Nacional en las categorías de artes y artesanías, y 215 en las categorías de edificios y estructuras. El número total de artículos en artes y artesanía, así como el número total de las estructuras, en realidad, es mayor porque los objetos asociados a veces se agrupan bajo un nombre común.
Cerca del 89 % de las estructuras del Tesoro Nacional son de carácter religioso. Las residencias representan el 8 % de los edificios designados; los restantes son castillos y estructuras diversas. Más del 90 % son construcciones de madera, y alrededor del 13 % de los edificios designados son de propiedad privada. Entre las categorías de «bellas artes y oficios» más del 30 % del Tesoro Nacional son materiales escritos, tales como documentos, cartas o libros. Espadas, pinturas, esculturas y artesanía que no son espadas representan cada uno alrededor del 15 % del Tesoro Nacionales en esta categoría.

### Distribución geográfica
La distribución geográfica del Tesoro Nacional de Japón es muy desigual. Áreas remotas, como Hokkaido o Kyushu tienen pocas propiedades designadas, y la mayoría de las prefecturas solo llegan a tener un par de estructuras del Tesoro Nacional. Tres prefecturas, la de Gunma, Miyazaki y Tokushima no disponen de ningún elemento del Tesoro Nacional.
De las 40 prefecturas de Japón, cuatro en la región de Kansai, en el centro de Honshū, tiene cada una más de diez estructuras del Tesoro Nacional: prefectura de Hyōgo (11), prefectura de Kioto (48), prefectura de Nara (64) y la prefectura de Shiga (22). Juntos suman 145, el 67,5 % de todos las estructuras del Tesoro Nacional de Japón. Tres localidades juntan un total de 90 estructuras: Kioto capital de Japón y sede de la corte imperial durante más de 1000 años; Hōryū-ji fundado por el príncipe Shotoku alrededor de 600; y Nara, capital de Japón desde 710 hasta 784.
Los elementos artísticos y artesanales del Tesoro Nacional se distribuyen de manera similar, con menos en las zonas remotas, y una mayor concentración en la región de Kansai. Las siete prefecturas de la región de la bahía suman 481 conjuntos o elementos, 55,5 % del total, de todas las obras de arte y artesanía del Tesoro Nacional. Tokio, que solo tiene dos edificios del Tesoro Nacional, cuenta con un número excepcionalmente alto de los bienes culturales en estas categorías. De las 206 propiedades ubicadas en Tokio, 87 se encuentran en el Museo Nacional de Tokio.

### Cronología
Los elementos designados como Tesoro Nacional ofrecen una visión general de la historia del arte y la arquitectura japoneses desde la antigüedad hasta los tiempos modernos, con los primeros elementos arqueológicos del Tesoro Nacional que datan de hace 4000 años, y el Palacio de Akasaka, construido en el siglo XX. Los artículos de cualquiera de las categorías del Tesoro Nacional pueden no representar todo el intervalo de tiempo, sino más bien momentos determinados de los acontecimientos históricos, y coincidiendo con el momento en el que el estilo artístico en concreto o el tipo de arquitectura florecieron.
Los templos del Tesoro Nacional cubren desde finales del siglo VII, unos 150 años después de la introducción del budismo a Japón a mediados de siglo VI, hasta el XIX, en los comienzos de la era moderna japonesa. La historia de los santuarios sintoístas en Japón es aún mayor que la de los templos. Sin embargo, debido a la tradición de la reconstrucción de los santuarios, a intervalos regulares, conocido como Shikinen sengū-sai (式年遷宮祭?), el santuario designado más antiguo es de finales del siglo XII. El arquetipo de los castillos japoneses es un producto de un período de 50 años que comenzó con la construcción del Castillo Azuchi en 1576 que marcó un cambio en el estilo y la función de estas construcciones. La edificación del castillo terminó en 1620, cuando el shogunato Tokugawa destruyó al clan Toyotomi en 1615 y posteriormente prohibió la construcción de nuevos castillos.
En Japón los primeros indicios de patrones estables de vida y de civilización datan del período Jōmon, c. de 14 000 a. C. al 300 a. C. Figurillas de arcilla (dogū) y algunos de las más antiguas piezas de cerámica del mundo descubiertas en el norte de Japón han sido designadas como los componentes más antiguos del Tesoro Nacional en la categoría de «materiales arqueológicos». Algunos de los primeros artículos de esta categoría son los objetos descubierto en montículos sutra del período Kamakura.
La fecha de inicio de la denominada «artesanía», «escritos» y «esculturas» está relacionada con la introducción del budismo en Japón durante el año 552. De hecho una parte de las piezas más antiguas designadas como Tesoro Nacional en estas categorías fueron importados directamente desde China y Corea. Después del período de Kamakura, el arte de la escultura japonesa, que había sido principalmente de carácter religioso, se deterioró. Por lo tanto no hay esculturas del Tesoro Nacional de después del período Kamakura.

### Otras lecturas
- Cluzel, Jean-Sébastien (2008).  Editions Faton, ed. Architecture éternelle du Japon – De l'histoire aux mythes (en francés) (ilustrada edición). ISBN 978-2-87844-107-9.
- Yusa, Michiko (2005). Religiones de Japón. Tres Cantos, Madrid. España: Ediciones Akal, S.A. ISBN 978-84-460-1854-4. Consultado el 2 de junio de 2010.